# Taita Boves
Taita Boves es una película histórica venezolana de 2010 basada en Boves el Urogallo, una novela de Francisco Herrera Luque. Dirigida por Luis Alberto Lamata, la película fue protagonizada por Juvel Vielma, Wilfredo Cisneros, Danela Alvarado, Héctor Manrique, Marcos Moreno, Alberto Alifa.
Ambientada en la época de la guerra de independencia venezolana, la película narra la historia de José Tomás Boves, un feroz guerrero leal a la corona española y conocido su crueldad en el campo de batalla.

## Trama
Taita Boves es la crónica de una sed de venganza que devastó al país. Cuenta la historia real de José Tomás Boves, un hombre cruel que se convirtió en leyenda durante la Guerra de Independencia de Venezuela. Pasó de marino a pirata, de contrabandista de caballos a próspero comerciante, de prisionero a jefe militar. Español de nacimiento, encabezó una tropa popular de esclavos, mulatos, indios y mestizos que aplastó a Simón Bolívar y su ejército patriota. Respetuosamente llamado «Taita» por ellos, luchó por los desfavorecidos y los más pobres entre los pobres, y puso fin a tres siglos de orden en la región colonial. Esta película trata de sus pasiones y su poder, de sus amores y desventuras, y de una sangrienta saga que sacudió Venezuela.

## Reparto
- Juvel Vielma como José Tomás Boves
- Wilfredo Cisneros como Padre llamozas
- Alberto Alifa como Juez
- Daniela Alvarado como Inés
- Héctor Manrique como Vicente
- Antonio Delli como Diego
- Gledys Ibarra como Josefa
- Marcos Moreno como Remigio
- Pedro Duran como Sebastián.

## Producción
La película se rodó en los estados venezolanos Aragua, Guárico y Miranda durante casi tres meses. Los fondos para la película proceden del Centro Nacional Autónomo de Cinematografía (CNAC) y de la Villa del Cine.